# Ewangelia Pseudo-Mateusza
Ewangelia Pseudo-Mateusza (PsMt) należy do apokryfów Nowego Testamentu.
Rzeczywisty tytuł utworu brzmi: Księga o narodzeniu [błogosławionej] Maryi oraz o dzieciństwie Zbawiciela. Przyjęty powszechnie tytuł pochodzi od jego wydawcy, K. von Tischendorfa. Ewangelia Pseudo-Mateusza należy do gatunku Ewangelii dzieciństwa, która starała się wypełnić luki w życiorysie Jezusa z Nazaretu aż do wieku 12 lat. Ten okres życia Jezusa jest bardzo zwięźle podany w Ewangelii Mateusza i Łukasza. Na Zachodzie była ona dominującym źródłem dla cykli obrazów z życia Maryi, zwłaszcza sprzed późnego średniowiecza.

## Treść
Opowiadanie poprzedzone jest szeregiem listów między wczesnymi Ojcami Kościoła: Hieronimem a biskupami Chromacjuszem i Heliodorem. W tych pismach biskupi proszą Hieronima o przetłumaczenie z hebrajskiego księgi uważanej za napisaną „własnoręcznie przez św. Mateusza ewangelistę”.
Różne rękopisy podają jednak różnych autorów tej ewangelii: Jakub Mniejszy Apostoł, Jakub Sprawiedliwy, Mateusz Ewangelista oraz Jan Apostoł. Ze względu na aluzje do zwyczajów monastycznych należy przypuszczać, że powstała w Galii, w kręgach rodzącego się monastycyzmu benedyktyńskiego.
Właściwy utwór, pochodzący z VI/VIII w. (prawdopodobnie z pierwszej ćwierci VII w.), składa się z dwóch części: pierwsza (rozdziały 1-17) opowiada o narodzinach Maryi i Jezusa i zasadniczo opiera się na łacińskiej parafrazie Protoewangelii Jakuba, a druga (rozdziały 18-24) opowiada o ucieczce do Egiptu i opiera się na nieznanym utworze. W Ewangelii Pseudo-Mateusza są więc trzy epizody: o posłuszeństwie zwierząt Jezusowi (nie znamy analogii), opis palmy schylającej się na rozkaz Jezusa i epizod z Afrodyzjuszem – obydwa znane skądinąd. Ewangelia ta podaje pierwsze znane wzmianki o wołu i ośle jako obecnych przy narodzeniu Jezusa.
Miała ona silny wpływ w średniowiecznej myśli, częściowo ze względu na włączenie jej do Złotej legendy.